# SDSS J0946+1006

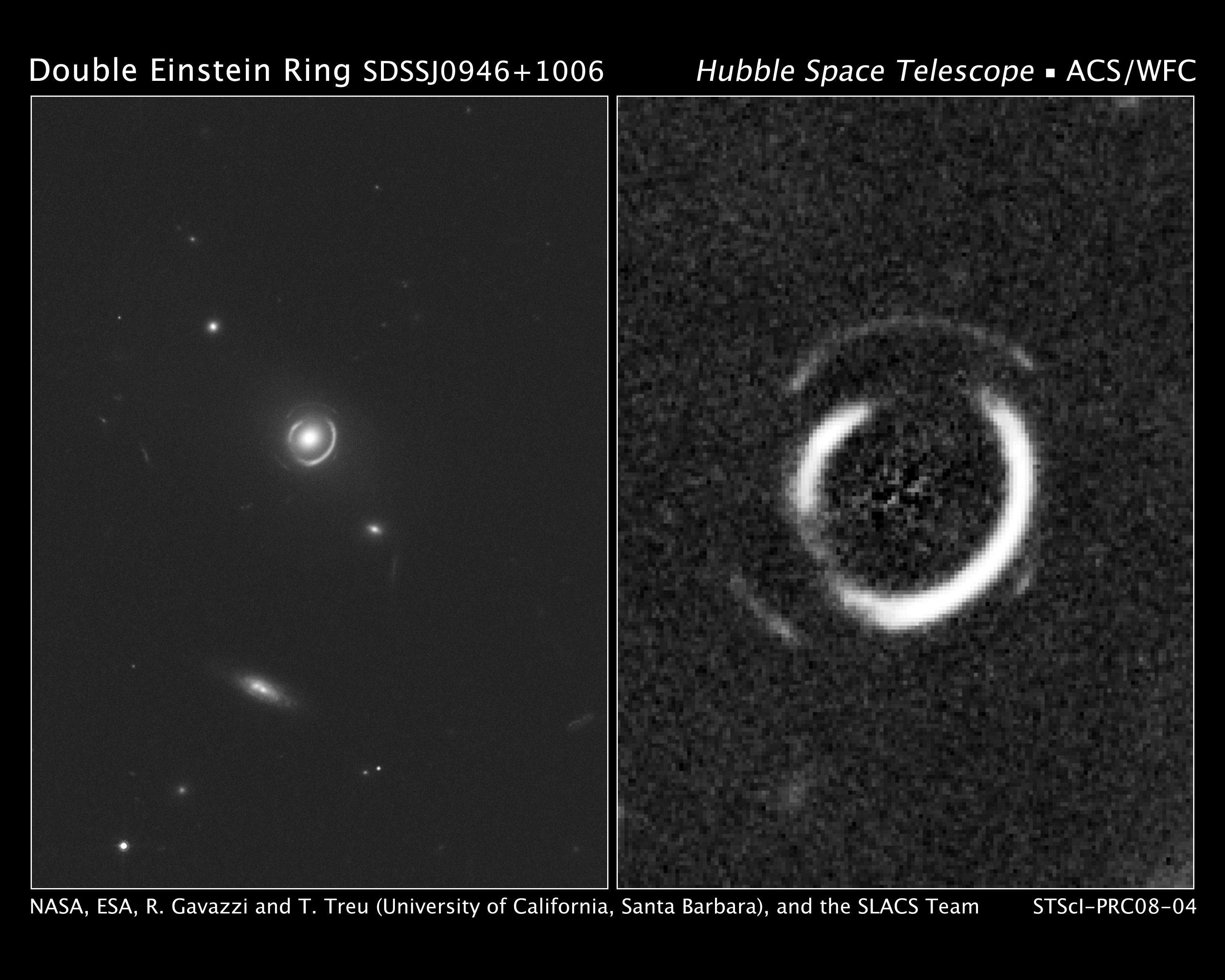
Podwójny pierścień Einsteina - SDSS J0946+1006

SDSS J0946+1006 – układ trzech galaktyk tworzących soczewkę grawitacyjną w formie podwójnego pierścienia Einsteina. Galaktyka soczewkująca SDSS J0946+1006 L1 znajduje się w odległości 3 miliardów lat świetlnych, a soczewkowane SDSS J0946+1006 S1 i SDSS J0946+1006 S2 odpowiednio 6 i 11 miliardów lat świetlnych. Masa środkowej galaktyki wynosi miliard mas Słońca.
Para pierścieni jest niezwykle rzadkim przypadkiem soczewkowania grawitacyjnego. Światło dwóch odległych galaktyk przechodząc przez pole grawitacyjne położonej najbliżej obserwatora masywnej galaktyki zostało ugięte tworząc wokół najbliższej galaktyki obserwowane zjawisko. By tak się stało, konieczne jest ustawienie w jednej linii z obserwatorem soczewki oraz obu soczewkowanych obiektów. 
Odkrycia tej soczewki dokonano na zdjęciach teleskopu Hubble’a. Jest to pierwszy przykład podwójnego pierścienia Einsteina.